# Hattušili III
Hattušili III (1314 a.C. circa – 1237 a.C.) fu un sovrano dell'impero ittita, sul trono dal 1265 al 1237 a.C..

## Governatore del Nord

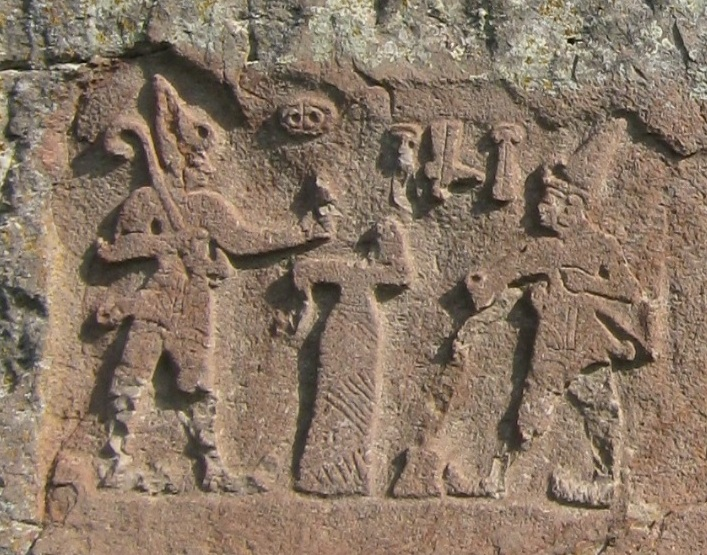
Bassorilievo raffigurante Hattušili III

Ultimo dei figli di Muršili II e della sposa principale Gassulawiya, si mostrò nell'infanzia cagionevole di salute; per questa ragione il padre lo consacrò alla dea Shaushka/Ishtar di Samuha, della quale fu poi sacerdote ed a cui rimase sempre devoto.
Suo fratello maggiore Muwatalli II, erede designato dal padre, salì al trono nel 1295 a.C. Hattušili invece intraprese inizialmente la carriera religiosa come sacerdote di Ishtar, per poi venire nominato dal fratello Gal Mesedi, capo delle guardie reali.
Quelli di inizio XIII secolo furono anni di tensioni tra le due potenze egemoni del Vicino Oriente, gli Ittiti e gli Egizi; i due imperi si fronteggiavano in area siriana, e lo scontro sembrava inevitabile. 
In preparazione a questo, Muwatalli spostò la capitale più a Sud, a Tarhuntassa, in una zona più prossima alle operazioni militari, dividendo così l'impero in due parti, e nominò proprio Hattušili governatore del Nord, un vasto territorio di difficile controllo per le continue incursioni dei barbari Kaska dalla regione del Ponto anatolico. Il territorio su cui governava Hattušili comprendeva oltre alla storica capitale Hattuša anche la città di Hakpis, dove installò la sua corte.
Hattušili lavorò con grande diplomazia, affrontando il problema dell'instabilità del confine settentrionale in modo diverso dal passato: oltre a ripopolare la zona a Nord di Hattusa con famiglie ittite provenienti dalle zone meridionali dell'Impero, strinse accordi proprio con le tribù Kaska, che ebbero l'effetto di limitare le scorrerie di queste popolazioni, che flagellavano da decenni il Nord ittita.
Quando scoppiò la guerra con l'Egitto, Muwatalli  affidò proprio ad Hattušili il comando delle forze militari ittite.
Nel 1274 a.C. Egizi ed Ittiti si scontrarono nella battaglia di Kadesh, in area siriana, al confine tra i due imperi, con le forze egiziane guidate in battaglia da Ramses II in persona. Lo scontro vide schierate decine di migliaia di soldati e, dopo un favorevole inizio per gli Ittiti, si concluse senza vincitori, con gravi perdite per entrambi e col ritorno allo status quo.
Sulla via del ritorno al Nord, il quarantenne Hattušili sposò una giovane sacerdotessa di Ishtar appena quindicenne, Puduhepa, figlia del sacerdote Pentishparri.
Nacque così un legame che durò a lungo e caratterizzò la vita politica ittita, dal momento che Puduhepa ebbe molta influenza nella storia successiva.
Tornato ad Hapkis, in qualità di governatore del Nord, riconquistò la città di Nerik, riedificandola. 
In memoria di questo evento diede il nome di "Nerikkaili" al figlio maggiore, che fu designato in un primo momento, quando Hattušili divenne Re, principe ereditario.
A Hapkis Hattušili crebbe il secondogenito del fratello Muwatalli, il principe Kurunta, inviatogli dal padre, preoccupato che una eventuale congiura di palazzo potesse eliminare entrambi gli eredi; tale legame, e la figura di Kurunta, segnarono profondamente il seguito della storia ittita.

## La guerra civile e l'ascesa al trono
Alla morte di Muwatalli, avvenuta nel 1272 a.C., ascese al trono il figlio Urhi-Teshub, fratello maggiore di Kurunta, ed erede designato. 
Urhi-Teshub era un figlio di "secondo rango", ma ascese al trono verosimilmente per assenza di eredi di primo rango assumendo il nome di Muršili III.
Inizialmente i rapporti tra zio e nipote furono buoni, ma iniziarono a deteriorarsi quando questi riportò la capitale nella storica sede di Hattuša riducendo quindi considerevolmente i territori controllati da Hattušili. 
Quando in seguito tuttavia Muršili comunicò allo zio che lo avrebbe rimosso anche dal governatorato di Nerik, questi insorse, ribellandosi, e sfidando apertamente il nipote allo scontro.
Muršili III salì al Nord convinto di poter contare sull'appoggio dei sudditi e delle popolazioni locali, sottovalutando il prestigio conquistato dallo zio sul campo, l'appoggio che gli garantiva la nobiltà Ittita nonché i buoni rapporti con le popolazioni locali, Kaska in primis, che infatti si schierarono al fianco di Hattusili.
Muršili fu così costretto a ritirarsi nella roccaforte di Samuha dove lo zio lo assediò e catturò (1265 a.C.).
Hattušili depose il nipote, con cui tuttavia fu clemente, affidandogli un governatorato nella regione siriana di Nuhashshi, ed ascese al trono come Hattušili III; la capitale dell'impero restò ad Hattuša, mentre affidò l'area della seconda capitale Tarhuntassa al nipote Kurunta, che durante la guerra civile era rimasto al suo fianco.

## Regno
Dopo essere stato un valoroso soldato, Hattušili come sovrano dimostro' di essere un prudente ed esperto diplomatico. 
Stabilì relazioni con tutti i maggiori stati dell'epoca, strinse una serie di matrimoni politici tramite la sua numerosa famiglia, legandosi alle case regnanti babilonese, egiziana ed amorrea. 
Sullo sfondo la costante presenza della regina Puduhepa, che coltivo' relazioni epistolari con i sovrani stranieri, ed influenzò la politica e non solo la vita religiosa, in un modo senza precedenti nella storia ittita.
Il tono diplomatico del suo regno fu in parte legato alla maturità raggiunta (Hattušili salì al trono ormai cinquantenne) ed in parte alla necessità di legittimarsi, dal momento che Hattušili era un usurpatore.
La preoccupazione principale fu quella del riconoscimento pieno da parte delle altre potenze dell'epoca, anche per scongiurare i tentativi di riconquista della corona da parte di Muršili, che nel frattempo, rimosso dalla Siria e inviato ad Alasiya/Cipro, era fuggito e stava cercando sostegni per riguadagnare il trono.

## Il trattato con l'Egitto
Anche in questo contesto, oltre che per i timori della crescita dell'Assiria, va inquadrato lo storico trattato di Kadesh, basato su modelli ittiti e sottoscritto da Ramses II a Pi-Ramses nel Dicembre del 1259, che, grazie alle riproduzioni sui monumenti egizi, è divenuto il più antico e meglio noto trattato di pace della storia.
Il trattato non parla di cessioni territoriali e sancisce quindi lo status quo ed il rispetto dei rispettivi protettorati, impegna le due potenze al mutuo soccorso in caso di aggressioni esterne, sancisce regole per la reciproca estradizione di prigionieri e fuggitivi e stabilisce una relazione di amicizia e collaborazione tra i due imperi, fino ad allora rivali.
Il trattato, con tanto di rispettivi Dei chiamati a fare da testimoni, fu sottoscritto, oltre che dai due sovrani, anche dalla Regina Regnante ittita Puduhepa con il proprio sigillo imperiale.
Per Hattusili tale accordo fu di estrema importanza perché, oltre a stabilizzare l'area siriana, significò il suo definitivo riconoscimento come sovrano, conquistando una legittimità che mancava al proprio regno, viziato in origine dall'usurpazione del 1265.
Rameses, nel quadro delle nuove relazioni tra i due stati, sposò nel 1246 a.C. una figlia di Hattušili, di cui ci è giunto il solo nome egizio: Maathorneferura. La principessa era figlia proprio della regina Puduhepa, che dopo il trattato intrattenne un fitto e rapporto epistolare personale col faraone, proseguito anche dopo la morte del marito.

## La successione
Gli ultimi anni di regno furono volti al mantenimento dell'armonia familiare, segno evidente della preoccupazione del sovrano per un possibile scontro tra i rami della famiglia reale; in particolare Hattušili sottolineò frequentemente nei testi ufficiali il rapporto fraterno tra il nipote Kurunta e suo figlio Tudhaliya, probabilmente più giovane del cugino di qualche anno, ma cresciuto assieme a questi ad Hapkis.
È palese il timore di Hattušili per eventuali rivendicazioni di Kurunta al trono che era stato di suo padre Muwatalli II prima e di suo fratello Muršili III poi, e cercò di preservarne la lealtà non solo confermandogli la reggenza di Tarhuntassa a più riprese, ma con continui benefici e concessioni.
A succedere ad Hattušili non fu il figlio maggiore Nerikkaili, nominato "Tuhkanti" fino dall'inizio del regno del padre, ma il minore, Tudhaliya; gli storici hanno molto dibattuto sulle ragioni di tale cambiamento.
Alla morte di Hattusili, quasi ottantenne nel 1237, salì così al trono Tudhaliya IV, forse senza essere mai stato nominato tuhkanti, ma venendo forse associato direttamente al padre in una breve coreggenza.
Gli studiosi ipotizzavano che Nerikkaili potesse essere premorto al padre e che questa fosse la ragione dell'ascesa di Tudhaliya, ma fu proprio il nuovo re, nell'unica tavoletta bronzea ittita mai rinvenuta, quella del trattato col cugino Kurunta, a spiegare che "...mio padre rimosse mio fratello maggiore dal ruolo di tuhkanti, innalzandomi a re..."; al primo posto nell'elenco dei testimoni del trattato compare proprio il principe Nerikkaili, a conferma che il passaggio di consegne a Tudhaliya fosse stata una scelta precisa di Hattušili.
Nerikkaili ricoprì ancora il ruolo di "tuhkanti" all'inizio del regno di Tudhaliya IV: egli compare con tale titolo infatti nel cosiddetto "trattato di Sahurunuwa" (1240-35 ca.), che precede di pochi anni la tavoletta bronzea (1235-33 ca.) nella quale il titolo non c'è più.
L'ipotesi più accreditata è che il Re non avesse ancora eredi maschi all'epoca del primo e li avesse avuti invece al tempo della seconda (circostanza che ci fornisce la data approssimativa di nascita dell'erede di Tudhaliya, Arnuwanda III), e che avesse voluto in tale maniera compensare il fratello privato della successione dal padre.
In generale il regno di Hattusili, a dispetto del burrascoso inizio, fu pacifico, con poche rivolte e scontri armati. 
Il filo conduttore del sovrano fu il timore che la sua posizione e quella della sua famiglia potessero essere messe in discussione da oppositori esterni ed interni e si spese lungamente per legittimarsi.